# 海軍水下武器研究所

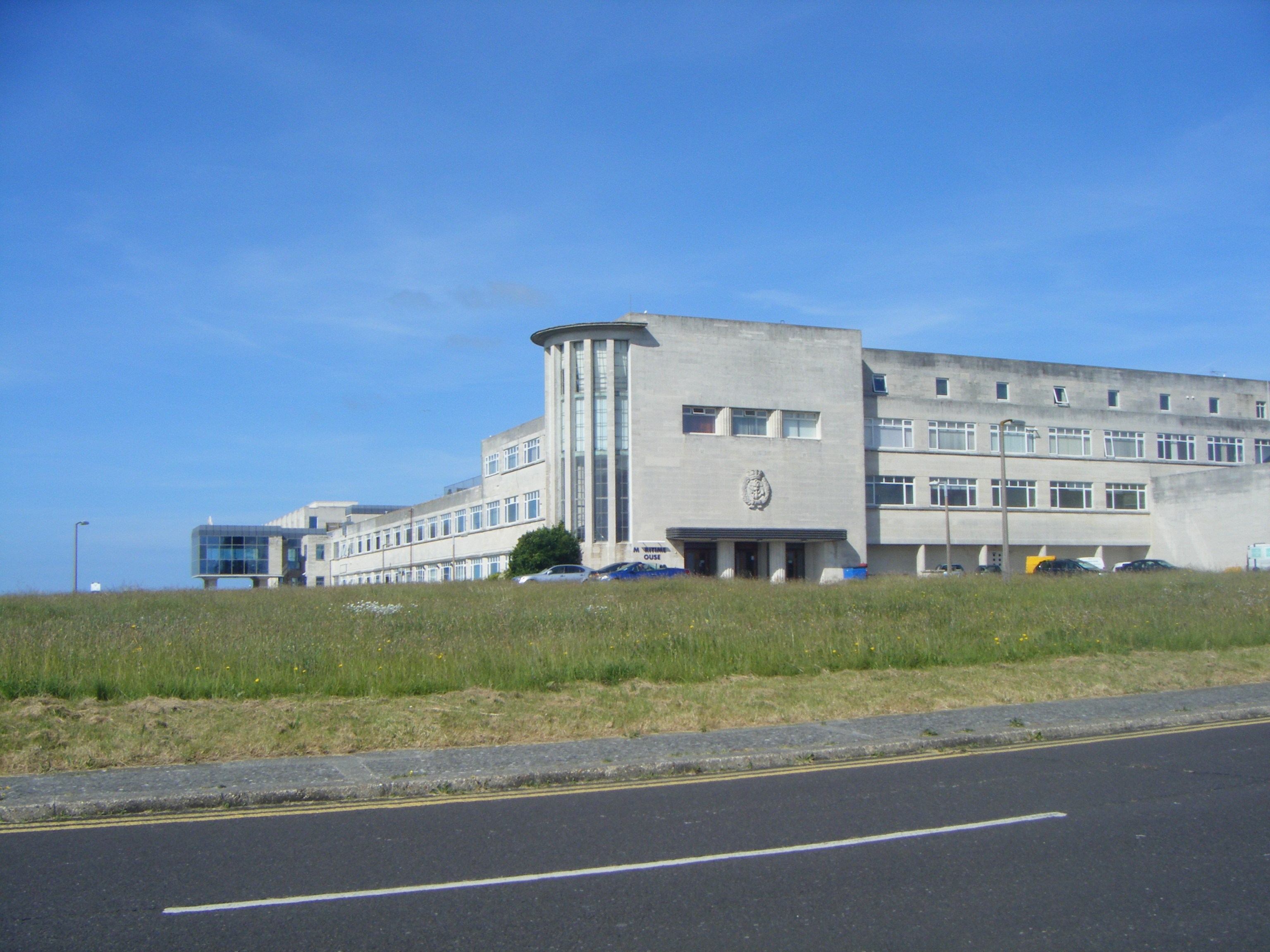
今日的 AUWE(S) 遺址，現為紹斯韋爾商業園區。

海軍部水下武器研究所（Admiralty Underwater Weapons Establishment）是一個致力於水下探測系統和武器的海軍部研究部門。它於 1959 年在波特蘭島成立，後來於 1984 年成為海軍部研究機構 (ARE) 的一部分。

## 歷史
1959 年，波特蘭的海軍部炮術研究所遷至波茨當山，使波特蘭的研究集中在反潛艇研究和水下武器上。 海軍部水下武器研究所於 1959 年成立，當時許多海軍部研究機構遷至波特蘭，其中包括：
- 位於伯恩茅斯的水下發射研究所
- 位於格里諾克的魚雷實驗研究所
- 位於哈文特的水下對抗與武器研究所

波特蘭的水下探測機構於次年併入 AUWE。
這次合併使所有水下武器和探測系統的研究在 1960 年集中在波特蘭，AUWE 由兩個主要地點組成：「AUWE（北）」和「AUWE（南）」。北部位於波特蘭海軍基地，前身是皇家海軍水下探測機構； 南部位於紹斯韋爾，前身是海軍部炮術研究所。魚雷實驗研究所接管了前皇家海軍魚雷倉庫韋茅斯在賓克利夫斯的設施和人員（其關閉與該研究所從蘇格蘭的搬遷同時發生）； 這個地點後來被稱為 AUWE(B)。
在冷戰期間，波特蘭開展的工作具有最高的安全級別。 1961 年，在發現間諜滲透後，這兩個機構成為世界關注的焦點。這件事臭名昭著地被稱為波特蘭間諜網，這是一個蘇聯間諜網，從 1950 年代後期到 1961 年在英國 hoạt động，當時該網絡的核心成員被英國安全部門逮捕。
1984 年，AUWE 成為海軍部研究機構 (ARE) 的一部分，後來於 1991 年成為國防研究機構 (DRA) 的一部分。 隨著 1991 年冷戰的結束，波特蘭的海軍基地和兩個研究機構於 1995 年關閉。AUWE(S) 被出售，並於 1997 年成為紹斯韋爾商業園區，而 AUWE(N) 在 2005 年左右被拆除。